# Cupiennius bimaculatus
Cupiennius bimaculatus là một loài nhện trong họ Ctenidae.
Loài này thuộc chi Cupiennius. Cupiennius bimaculatus được Władysław Taczanowski miêu tả năm 1874.